# De Rosa
Pour les articles homonymes, voir Eugene De Rosa, Pacecco de Rosa, Raffaele De Rosa et Tullio De Rosa.

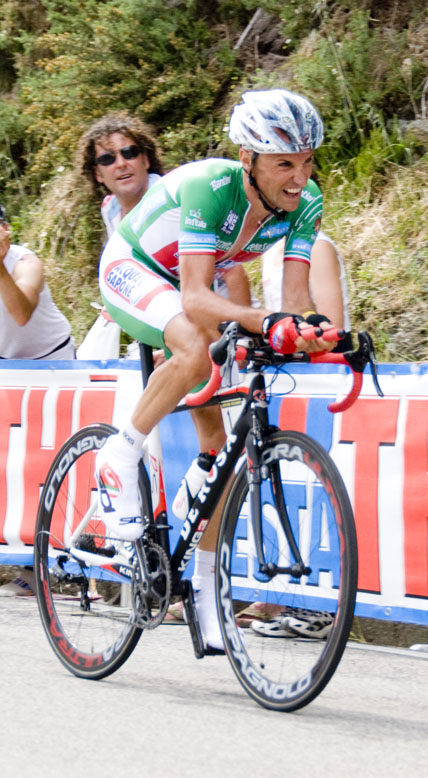
Stefano Garzelli sur un vélo de l'entreprise en 2009

De Rosa Ugo & Figli Srl est une entreprise italienne produisant des cadres de bicyclette, notamment pour la compétition.

## Historique
L'entreprise De Rosa est fondée en 1953 à Milan par Ugo De Rosa. Elle acquiert rapidement une grande réputation dans le domaine de la compétition sportive, de sorte qu'au fil des ans des champions comme Rik Van Looy, Eddy Merckx, Francesco Moser, Moreno Argentin, Gianbattista Baronchelli ont couru sur des vélos De Rosa.
De Rosa a acquis cette réputation en étant le fournisseur de l'équipe italienne Molteni jusqu'à la retraite d'Eddy Merckx.
Par la suite les vélos De Rosa ont été utilisés par l'équipe Team LPR et Acqua&Sapone donc également par Paolo Savoldelli, Alessandro Petacchi, Danilo Di Luca et Stefano Garzelli. 
En 2020, la marque fait son retour dans le peloton World Tour en fournissant l'équipe française Cofidis. 